# Jaroslav Bába
Jaroslav Bába (Karviná, 2 settembre 1984) è un altista ceco.

## Progressione

### Salto in alto outdoor
| Stagione | Risultato | Luogo             | Data      | Rank. Mond. |
| -------- | --------- | ----------------- | --------- | ----------- |
| 2012     | 2,28 m    | Praga             | 11-6-2012 |             |
| 2011     | 2,32 m    | Taegu             | 1-9-2011  |             |
| 2010     | 2,28 m    | Paris Saint-Denis | 8-7-2010  |             |
| 2009     | 2,33 m    | Londra            | 25-7-2009 |             |
| 2008     | 2,29 m    | Pechino           | 17-8-2008 |             |
| 2007     | 2,29 m    | Osaka             | 27-8-2007 |             |
| 2005     | 2,36 m    | Roma              | 27-8-2005 |             |
| 2004     | 2,34 m    | Atene             | 22-8-2004 |             |
| 2003     | 2,30 m    | Salonicco         | 3-8-2003  |             |
| 2002     | 2,27 m    | Ostrava           | 12-6-2002 |             |
| 2001     | 2,10 m    | Praga             | 2-6-2001  |             |

### Salto in alto indoor
| Stagione | Risultato | Luogo     | Data      | Rank. Mond. |
| -------- | --------- | --------- | --------- | ----------- |
| 2012     | 2,31 m    | Hustopeče | 28-1-2012 |             |
| 2011     | 2,34 m    | Parigi    | 5-3-2011  |             |
| 2010     | 2.28 m    | Hustopeče | 23-1-2010 |             |
| 2009     | 2,27 m    | Ostrava   | 15-1-2009 |             |
| 2008     | 2,30 m    | Praga     | 24-2-2008 |             |
| 2007     | 2,15 m    | Hustopeče | 20-1-2007 |             |
| 2006     | 2,28 m    | Ostrava   | 18-1-2006 |             |
| 2005     | 2,37 m    | Arnstadt  | 5-2-2005  |             |
| 2004     | 2,34 m    | Arnstadt  | 7-2-2004  |             |
| 2003     | 2,32 m    | Arnstadt  | 8-2-2003  |             |
| 2002     | 2,21 m    | Brno      | 6-2-2002  |             |

## Palmarès
| Anno | Manifestazione    | Sede              | Evento        | Risultato      | Prestazione | Note                                     |
| ---- | ----------------- | ----------------- | ------------- | -------------- | ----------- | ---------------------------------------- |
| 2001 | Mondiali allievi  | Debrecen          | Salto in alto | 10º            | 2,05 m      |                                          |
| 2002 | Mondiali juniores | Kingston          | Salto in alto | 8º             | 2,18 m      |                                          |
| 2003 | Mondiali indoor   | Birmingham        | Salto in alto | 9º             | 2,25 m      |                                          |
| 2003 | Mondiali          | Paris Saint-Denis | Salto in alto | 11º            | 2,25 m      |                                          |
| 2004 | Mondiali indoor   | Budapest          | Salto in alto | Bronzo         | 2,25 m      |                                          |
| 2004 | Olimpiadi         | Atene             | Salto in alto | Bronzo         | 2,34 m      |                                          |
| 2005 | Europei indoor    | Madrid            | Salto in alto | 4º             | 2,30 m      |                                          |
| 2005 | Europei under 23  | Erfurt            | Salto in alto | Oro            | 2,29 m      |                                          |
| 2005 | Mondiali          | Helsinki          | Salto in alto | 5º             | 2,29 m      |                                          |
| 2007 | Mondiali          | Osaka             | Salto in alto | 8º             | 2,26 m      |                                          |
| 2008 | Mondiali indoor   | Valencia          | Salto in alto | 9º             | 2,23 m      |                                          |
| 2008 | Olimpiadi         | Pechino           | Salto in alto | 6º             | 2,29 m      |                                          |
| 2009 | Europei indoor    | Torino            | Salto in alto | Qualificazione | 2,17 m      |                                          |
| 2009 | Mondiali          | Berlino           | Salto in alto | 5º             | 2,23 m      |                                          |
| 2010 | Mondiali indoor   | Doha              | Salto in alto | Qualificazione | 2,23 m      |                                          |
| 2010 | Europei           | Barcellona        | Salto in alto | 5º             | 2,26 m      |                                          |
| 2011 | Europei indoor    | Parigi            | Salto in alto | Argento        | 2,34 m      |                                          |
| 2011 | Mondiali          | Taegu             | Salto in alto | 4º             | 2,32 m      |                                          |
| 2012 | Mondiali indoor   | Istanbul          | Salto in alto | Qualificazione | 2,22 m      |                                          |
| 2012 | Europei           | Helsinki          | Salto in alto | 8º             | 2,24 m      |                                          |
| 2012 | Olimpiadi         | Londra            | Salto in alto | Qualificazione | 2,21 m      |                                          |
| 2013 | Europei indoor    | Göteborg          | Salto in alto | Bronzo         | 2,31 m      | Miglior prestazione personale stagionale |
| 2013 | Mondiali          | Mosca             | Salto in alto | 14º (q)        | 2,26 m      |                                          |
| 2014 | Europei           | Zurigo            | Salto in alto | 4º             | 2,30 m      |                                          |
| 2015 | Europei indoor    | Praga             | Salto in alto | 5º             | 2,28 m      |                                          |
| 2015 | Mondiali          | Pechino           | Salto in alto | 7º             | 2,29 m      |                                          |
| 2016 | Europei           | Amsterdam         | Salto in alto | 7º             | 2,24 m      |                                          |
| 2016 | Giochi olimpici   | Rio de Janeiro    | Salto in alto | 14º            | 2,20 m      |                                          |

## Campionati nazionali
2005
- ai campionati cechi di atletica leggera, salto in alto.

## Altre competizioni internazionali
2004
- 7º alla World Athletics Final ( Principato di Monaco), salto in alto - 2,23 m

2005
- 7º alla World Athletics Final ( Principato di Monaco), salto in alto - 2,20 m

2009
- agli Europei a squadre ( Leiria), salto in alto - 2,31 m
- alla World Athletics Final ( Salonicco), salto in alto - 2,32 m